# Prokládání videa
Prokládání (angl. Interlacing) je jeden ze způsobů analogové komprese obrazu. Spočívá v tom, že v jednom okamžiku se nepřenáší celý obraz, ale pouze jeho liché řádky, v dalším okamžiku pouze sudé.

## Historie
Když se vyvíjela televize v první polovině 20. století, stáli vývojáři před problémem, jak zajistit, aby se televizní obraz na obrazovce promítal alespoň 48krát za sekundu, což je minimální hodnota potřebná k tomu, aby se pohyb jevil plynulý a neblikal. Přenášet ovšem 48 úplných obrázků za sekundu bylo nerealizovatelné, z důvodu veliké potřebné šířky pásma a obvodové nerealizovatelnosti.
Nakonec byl problém vyřešen tak, že je každou sekundu přeneseno 50 nebo 60 půlsnímků (polí, angl. field), tedy obraz se rozsvítí a zhasne 50 nebo 60 krát za sekundu, ale bude přeneseno jen 25 nebo 30 úplných snímků.

## Současnost
Vzhledem k důrazu na zpětnou slučitelnost současného analogového vysílání s původním černobílým, zůstává současné vysílání prokládané. Ovšem jediné zařízení, které dokáže prokládaný materiál správně zobrazovat je CRT obrazovka a ALiS displeje. Ostatní displeje musí dostat obraz bez prokládání. To bývá zařízeno přímo v příslušném zobrazovači.

## Prokládání a film
Televizní signál je v analogové podobě vždy přenášen prokládaně. Jak je ale snímán?

### Filmová kamera
Filmová kamera exponuje obraz na filmový materiál po celých snímcích (půlsnímky zde neexistují). Až na řídké výjimky natáčí rychlostí 24 políček za sekundu, což je i její promítací rychlost. Konverze do evropské televizní normy PAL (která má definovánu rychlost 25 snímků za sekundu) se provede pouhým zrychlením filmového materiálu (není rentabilní pokoušet se o jakékoli konverze, protože běžný divák rozdíl nepozná).
U americké normy NTSC – ta pracuje na frekvenci 30 resp. 29,97 fps – je převod (z filmu i z PAL) složitější. Používá se techniky zvané 2:3 pulldown. Při ní se podle daného vzoru prolínají jednotlivé půlsnímky (ze stejného i sousedních políček) tak, aby složením každých 2 zdrojových snímků vznikly 3 výsledné snímky v této normě.

### Televizní kamera
Televizní kamera snímá obraz v okamžiku, kdy jej má odeslat, nesnímá tedy úplné snímky, ale půlsnímky. Pokud je zabírán rychlý pohyb, obsah obou půlsnímků se může dost lišit, čímž po složení půlsnímků dohromady vznikne známé třepění hran, vodorovné čáry.
Nicméně díky této vlastnosti TV kamer je možné v televizi sledovat třeba hokejové utkání. Pokud by kamera snímala obraz pouze 25krát za sekundu, obraz by nebyl plynulý a rychlé scény by se cukaly.

## Odstranění prokládání
Pokud chceme video prohlížet na počítači, počítač nám spojí půlsnímky dohromady. Musíme tedy prokládání odstranit:
- Už při natáčení, tak že kameru přepneme do režimu Progressive, neboli 25p, ovšem za cenu menší plynulosti rychlých pohybů. Tento režim podporují pouze videokamery střední a vyšší třídy.
- Softwarově pomocí jednoho z mnoha různě kvalitních a dobrých deinterlace filtrů:
  - Bob - rozloží na dva půlsnímky a zdvojnásobí rychlost (ekvivalent chování TV)
  - Blend - prolne pole do sebe (výsledky nebývají dobré)
  - Weave - nechá půlsnímky složené (vlastně standardní chování - hodí se na filmové zdroje)
  - Smart - detekuje míru pohybu v obraze a na jejím základě dělá Bob pro rychlé pohyby a Weave pro pomalé pohyby (nejlepší)
    - pokročilejší efekty berou v potaz pohyb kamery a snaží se jej dorovnávat